# Exocentrus albovittatus
Exocentrus albovittatus är en skalbaggsart som beskrevs av Stefan von Breuning 1955. Exocentrus albovittatus ingår i släktet Exocentrus och familjen långhorningar.
Artens utbredningsområde är:
- Moçambique.
- Zimbabwe.

Inga underarter finns listade i Catalogue of Life.